# Johannes Dam Hage
Johannes Dam Hage (né le 2 avril 1800 à Stege, et décédé le 16 septembre 1837 à Ordrup) était le cofondateur et éditeur-en-chef du quotidien danois Fædrelandet qui a joué un rôle déterminant dans l'établissement au Danemark d'une monarchie constitutionnelle.

## Biographie
Johannes Dam Hage était le fils aîné de Christopher Friedenreich Hage. Après avoir passé quelques années comme professeur à l'école de la cathédrale de Roskilde, il a créé  avec son ami Christian Georg Nathan David le journal danois Fædrelandet. Il devint peu après rédacteur-en-chef du journal. Ses frères Alfred Hage, Christopher Hage et Hother Hage, de même que ses neveux Orla Lehmann et Carl Ploug ont tous contribué de façon décisive à ce même combat pour l'abolition de l'absolutisme. Le 26 juin 1837, Hage a été condamné à la censure à vie par la Cour suprême du Danemark. À la suite de cet arrêt, il mit fin à ses jours le 16 septembre 1837. On trouve son portrait peint en 1837 par C.A. Jensen à la Nivaagaards Malerisamling. 